# Frans Otten Stadion
Het Frans Otten Stadion is een sportcomplex in Amsterdam.

## Ligging
Het complex is gelegen in Sportpark Zuid aan het IJsbaanpad nabij het Olympisch Stadion in Amsterdam-Zuid.
Het gebiedje met het gebouw en de daarbij liggende banen en velden staat bekend als Tenniseiland.
In de directe omgeving bevinden zich overige sportaccommodaties zoals de Sporthallen Zuid.

## Stadion en voorzieningen
Het gebouw is in 2004 ontworpen en gebouwd door de Royal Haskoning Architecten ter vervanging van het oude Frans Otten Stadion dat aan de Amstelveenseweg was gelegen. Het stadion heeft 20 squashbanen en een centercourt. Buiten bevinden zich 15 tennisbanen en er zijn 5 indoorbanen. In mei 2023 opende het Frans Otten Stadion 6 padelbanen in de voormalig tennishal. Er is daarnaast mogelijk er te fitnessen, er is een café-restaurant en er zijn enkele zalen. Het complex is vernoemd naar de voormalige Philips bestuursvoorzitter Frans Otten.